# Saint-Germain-la-Poterie
Saint-Germain-la-Poterie és un municipi francès, situat al departament de l'Oise i a la regió dels Alts de França. L'any 2007 tenia 411 habitants.

## Demografia

### Població
El 2007 la població de fet de Saint-Germain-la-Poterie era de 411 persones. Hi havia 156 famílies de les quals 20 eren unipersonals (8 homes vivint sols i 12 dones vivint soles), 64 parelles sense fills, 68 parelles amb fills i 4 famílies monoparentals amb fills.
La població ha evolucionat segons el següent gràfic:
Habitants censats

### Habitatges
El 2007 hi havia 176 habitatges, 154 eren l'habitatge principal de la família, 11 eren segones residències i 11 estaven desocupats. 174 eren cases i 2 eren apartaments. Dels 154 habitatges principals, 140 estaven ocupats pels seus propietaris, 11 estaven llogats i ocupats pels llogaters i 3 estaven cedits a títol gratuït; 1 tenia dues cambres, 17 en tenien tres, 47 en tenien quatre i 89 en tenien cinc o més. 123 habitatges disposaven pel capbaix d'una plaça de pàrquing. A 48 habitatges hi havia un automòbil i a 99 n'hi havia dos o més.

### Piràmide de població
La piràmide de població per edats i sexe el 2009 era:
| Homes | Edats   | Dones |
| ----- | ------- | ----- |
| 0     | 95 o +  | 4     |
| 0     | 90 a 94 | 8     |
| 0     | 85 a 89 | 0     |
| 4     | 80 a 84 | 0     |
| 0     | 75 a 79 | 12    |
| 8     | 70 a 74 | 0     |
| 4     | 65 a 69 | 16    |
| 16    | 60 a 64 | 8     |
| 20    | 55 a 59 | 12    |
| 20    | 50 a 54 | 24    |
| 16    | 45 a 49 | 20    |
| 8     | 40 a 44 | 12    |
| 16    | 35 a 39 | 20    |
| 8     | 30 a 34 | 4     |
| 8     | 25 a 29 | 12    |
| 0     | 20 a 24 | 12    |
| 12    | 15 a 19 | 4     |
| 12    | 10 a 14 | 8     |
| 0     | 5 a 9   | 24    |
| 12    | 0 a 4   | 8     |

## Economia
El 2007 la població en edat de treballar era de 264 persones, 202 eren actives i 62 eren inactives. De les 202 persones actives 194 estaven ocupades (99 homes i 95 dones) i 8 estaven aturades (7 homes i 1 dona). De les 62 persones inactives 35 estaven jubilades, 13 estaven estudiant i 14 estaven classificades com a «altres inactius».

### Ingressos
El 2009 a Saint-Germain-la-Poterie hi havia 156 unitats fiscals que integraven 411 persones, la mediana anual d'ingressos fiscals per persona era de 23.407 €.

### Activitats econòmiques
Dels 9 establiments que hi havia el 2007, 1 era d'una empresa alimentària, 1 d'una empresa financera, 1 d'una empresa immobiliària, 3 d'empreses de serveis i 3 d'entitats de l'administració pública.
Dels 2 establiments comercials que hi havia el 2009, 1 era una botiga de menys de 120 m² i 1 una botiga de material de revestiment de parets i terra.
L'any 2000 a Saint-Germain-la-Poterie hi havia 4 explotacions agrícoles que ocupaven un total de 516 hectàrees.

## Equipaments sanitaris i escolars
El 2009 hi havia una escola elemental.

## Poblacions més properes
El següent diagrama mostra les poblacions més properes.